# Bruno Traversetti
Bruno Traversetti (Roma, 1937 – 2005) è stato un critico letterario, saggista, regista e autore radiofonico italiano.
Contemporaneamente all'attività radiofonica, legata alla preparazione e alla conduzione di programmi culturali, ha dedicato diversi saggi alla teoria  della letteratura, al linguaggio poetico e alla narrativa , contribuendo , tra l'altro, in alcune delle sue monografie e  in molti dei suoi articoli su rivista, a demarginalizzare  autori che, come Jules Verne o Emilio Salgari, erano tradizionalmente ascritti nell'ambito della letteratura per ragazzi. Ha curato diverse introduzioni a romanzi e novelle dei maggiori autori della narrativa europea.